# Double or Nothing (2021)
Pour les articles homonymes, voir Double or Nothing.
Double or Nothing (2021) est un Pay-per-view de catch (lutte professionnelle) produit par la promotion américaine All Elite Wrestling. L'événement a eu lieu le 30 mai 2021 au Daily's Place à Jacksonville (Floride). Il s'agit de la 3e édition de Double or Nothing.

## Contexte
Les spectacles de la All Elite Wrestling (AEW) sont constitués de matchs aux résultats prédéterminés par les scénaristes de la compagnie. Ces rencontres sont justifiées par des storylines – une rivalité entre catcheurs, la plupart du temps – ou par des qualifications survenues dans les shows de la AEW. Tous les catcheurs possèdent un gimmick, c'est-à-dire qu'ils incarnent un personnage gentil (Face) ou méchant (Heel), qui évolue au fil des rencontres. Un événement comme All Out est donc un événement tournant pour les différentes storylines en cours.

## Tableau des matchs
| Ordre par numéros | Résultat | Stipulation(s)                                                                              | Temps |
| --- | --- | ------------------------------------------------------------------------------------------- | ----- |
| 1P | Serena Deeb (c) bat Riho | Match simple pour le NWA World Women's Championship                                         | 14:05 |
| 2 | "Hangman" Adam Page bat Brian Cage (avec Team Taz) | Match simple                                                                                | 12:00 |
| 3 | The Young Bucks (Matt et Nick Jackson) (c) battent Jon Moxley et Eddie Kingston | Tag Team match pour les AEW World Tag Team Championship                                     | 21:00 |
| 4 | Jungle Boy remporte le 21-Man Casino Battle Royal en éliminant en dernier Christian Cage                                                                                                  | 21-Man Casino Battle Royal Le gagnant aura droit à un match pour le AEW World Championship. | 23:30 |
| 5 | Cody Rhodes (avec Arn Anderson) bat Anthony Ogogo (avec QT Marshall) | Match simple                                                                                | 10:55 |
| 6 | Miro (c) bat Lance Archer (avec Jake Roberts) | Match simple pour le AEW TNT Championship                                                   | 9:50  |
| 7 | Dr Britt Baker D.M.D (avec Rebel) bat Hikaru Shida (c) | Match simple pour le AEW Women's World Championship                                         | 17:20 |
| 8 | Sting et Darby Allin battent Men of the Year (Scorpio Sky et Ethan Page) | Tag Team match                                                                              | 12:30 |
| 9 | Kenny Omega (c) bat Orange Cassidy et PAC | 3-Way match pour le AEW World Championship                                                  | 27:00 |
| 10 | The Inner Circle (Chris Jericho, Sammy Guevara, Jake Hager et Ortiz et Santana) bat The Pinnacle (MJF, Shawn Spears, Wardlow et FTR (Cash Wheeler et Dax Harwood)) (avec Tully Blanchard) | Stadium Stampede match Si The Inner Circle perd, le clan sera dissout.                      | 31:30 |
| La lettre C placée entre parenthèses désigne la personne ou l’équipe championne en titre. P – indique que le match a eu lieu lors du pré-show | |                                                                                             |       |

### Participants et éliminations du 21-Man Casino Battle Royale
| Tirage      | Participant        | Ordre d'élimination | Éliminé par                        | Éliminations |
| ----------- | ------------------ | ------------------- | ---------------------------------- | ------------ |
| Trèfle (♣)  | Christian Cage     | 20                  | Jungle Boy                         | 4            |
| Trèfle (♣)  | Matt Sydal         | 1                   | Max Caster                         | 0            |
| Trèfle (♣)  | Powerhouse Hobbs   | 15                  | Christian Cage                     | 1            |
| Trèfle (♣)  | Dustin Rhodes      | 6                   | Powerhouse Hobbs                   | 2            |
| Trèfle (♣)  | Max Caster         | 2                   | Christian Cage                     | 1            |
| Carreau (♦) | Matt Hardy         | 19                  | Christian Cage                     | 3            |
| Carreau (♦) | Isiah Kassidy      | 17                  | Jungle Boy                         | 2            |
| Carreau (♦) | Preston "10" Vance | 4                   | Dustin Rhodes                      | 1            |
| Carreau (♦) | Nick Comoroto      | 5                   | Dustin Rhodes                      | 0            |
| Carreau (♦) | Serpentico         | 3                   | Preston "10" Vance                 | 0            |
| Cœur (♥)    | Brian Pillman Jr.  | 10                  | Isiah Kassidy & Marq Quen          | 1            |
| Cœur (♥)    | Griff Garrison     | 9                   | Matt Hardy                         | 1            |
| Cœur (♥)    | Colt Cabana        | 7                   | Isiah Kassidy                      | 0            |
| Cœur (♥)    | Anthony Bowens     | 8                   | Brian Pillman Jr. & Griff Garrison | 0            |
| Cœur (♥)    | Penta El Zero M    | 14                  | Jungle Boy                         | 1            |
| Pique (♠)   | Marq Quen          | 18                  | Christian Cage                     | 1            |
| Pique (♠)   | Jungle Boy         | —                   | Vainqueur                          | 3            |
| Pique (♠)   | Aaron Solow        | 11                  | Lee Johnson                        | 0            |
| Pique (♠)   | Evil Uno           | 13                  | Penta El Zero M                    | 0            |
| Pique (♠)   | Lee Johnson        | 12                  | Matt Hardy                         | 1            |
| Joker       | Lio Rush           | 16                  | Matt Hardy                         | 0            |